# Vernířovice
Vernířovice település Csehországban, Šumperki járásban. Vernířovice Loučná nad Desnou, Stará Ves, Malá Morávka, Velké Losiny és Sobotín településekkel határos. Lakosainak száma 199 fő (2024. január 1.).

## Népesség
A település lakosságának változását az alábbi diagram mutatja:
| Lakosok száma | 1381 | 1206 | 975  | 424  | 249  | 193  | 218  | 201  | 200  | 199  |
|               | 1869 | 1900 | 1921 | 1961 | 1980 | 2011 | 2016 | 2019 | 2021 | 2024 |